# POS-terminal
POS-terminali (iz angleščine point of sale) so avtonomne naprave, ki delujejo kot razširitev osnovne blagajne ali kot nadomestek plačilnega sistema. Razlikujejo se po zmožnostih in obliki glede na tip terminala.

## Razvoj
Avgusta 1973 je IBM izdal prvo elektronsko blagajno. Deloval je kot necentraliziran sistem, na katerega se je lahko povezalo 128 IBM-ovih POS-terminalov. To je bil prvi primer uporabe p2p komunikacije, LAN, sočasnega kopiranja ter oddaljenega zagona.
Leta 1986 je Gene Mosher razvil prvi grafični POS-terminal z ekranom na dotik, ki je bil snovan na Atari 520ST računalniku, ki se je sicer uporabljal v igralnih konzolah. Microsoft je stopil v igro leta 1992 s platformo IT Retail. Od takrat se je industrija razvila, saj je tehnologija omogočila več lokalne procesne moči, boljšo prenosljivost, ipd.
Danes pogosto omogočajo uporabo pametnih kartic, plačilo s telefonskim klicom ter povezavo s procesnim centrom čez GSM signal in so tudi lahko prenosni ali kot dodatek drugi napravi.

## Vrste
POS-terminali se razlikujejo po namenu uporabe, od samostojnih naprav do prenosnih čitalcev kartic. 
Zaradi velike diverzitete uporabe teh naprav se je razvil standard OPOS. Microsoft, NCR Corporation, Epson ter Fujitsu-ICL so standard ustanovili zaradi lažjega razvoja in implementacije tehnologije na raznolika okolja. Kljub temu POS-terminali danes uporabljajo serijo protokolov za komunikacijo, kot so:
- Logic Controls
- Epson Esc/POS
- UTC Standard
- UTC Enhanced
- AEDEX
- ICD 2002
- Ultimate
- CD 5220
- DSP-800
- ADM 787/788
- HP

Večina teh počasi zastareva, saj se tudi POS-terminali selijo v internetni oblak, kjer je terminal le aplikacija na internetu, s katero se naprava poveže in jo uporablja.

## V Sloveniji
V Evropi smo pri samem vrhu uporabe tehnologije POS-terminalov. Z uvedbo mestne kartice Urbana, se je ta povečala.